# Феррер, Педро
Пе́дро Фе́ррер Му́ла (исп. Pedro Ferrer Mula, 22 января 1908, Куба — неизвестно, неизвестно) — кубинский футболист, игравший на позиции нападающего. Участник чемпионата мира 1938 года в составе национальной сборной Кубы.

## Клубная карьера
Феррер, как минимум на протяжении восьми лет с 1930 по 1938 год, играл за команду «Иберия» Гавана в чемпионате Кубы.

## Карьера в сборной
В 1930 году Феррер принял участие в Центральноамериканских играх и завоевал золотую медаль футбольного турнира, заняв первое место в группе. После того, как сборная Кубы не сумела пройти квалификацию на чемпионат мира 1934 года в Италии, нападающему и его команде улыбнулась удача — из-за снятия с отбора на чемпионат мира 1938 года всех остальных команд Северной Америки, сборная получила путёвку на турнир автоматически. В 1938 году Феррер был вызван на чемпионат мира и принял участие в одном матче, не сумев отличиться.
В 1/8 финала против Румынии Куба сумела перевести игру в дополнительное время, сыграв вничью 3:3, а в ответном матче, благодаря голам Эктора Сокорро и Томаса Фернандеса, Куба смогла победить Румынию со счётом 2:1 и выйти в четвертьфинал. Сам же Феррер появился на поле только в четвертьфинальном матче, в котором его сборная на глазах 7000 зрителей на стадионе Стад дю Фор Карре была разгромлена сборной Швеции со счётом 8:0 и покинула турнир.